# آب شش‌ضلعی
آب شش ضلعی، که همچنین به عنوان آب ساختار یافته شناخته می‌شود، اصطلاحی است که در کلاهبرداری بازاریابی به کار می‌رود که ادعای توانایی ایجاد یک تنظیم خاص از آب را دارد که برای بدن مفیدتر است. اصطلاح «آب شش ضلعی» به خوشه ای از مولکول‌های آب که شکل شش ضلعی را تشکیل می‌دهند اشاره دارد که ظاهراً جذب مواد مغذی را افزایش می‌دهد، آلودگی‌های متابولیک را از بین می‌برد و پیام‌رسانی سلولی را از جمله موارد دیگر تقویت می‌کند. کلاهبرداری شبیه به دی هیدروژن مونوکسید فریبنده، از دانش محدود مصرف‌کننده در شیمی، فیزیک و فیزیولوژی استفاده می‌کند.